# Gola (Chorvatsko)
Gola (maďarsky Góla) je vesnice a správní středisko stejnojmenné opčiny v Chorvatsku v Koprivnicko-križevecké župě. Nachází se těsně u hranic s Maďarskem, asi 23 km severovýchodně od Koprivnice a asi 13 km jihozápadně od maďarského Csurgó. V roce 2011 žilo v Gole 885 obyvatel, v celé opčině pak 2 431 obyvatel.
Součástí opčiny je celkem 5 trvale obydlených vesnic.
- Gola – 885 obyvatel
- Gotalovo – 344 obyvatel
- Novačka – 381 obyvatel
- Otočka – 238 obyvatel
- Ždala – 583 obyvatel

Golou procházejí silnice D41 a D210, v budoucnosti zde má zasahovat rychlostní silnice D10. Kolem opčiny prochází řeka Dráva. Gola je známá především díky svému hraničnímu přechodu Gola-Berzence. Kvůli řekám Dráva a Mura se v okruhu 37 km nenachází žádný jiný maďarsko-chorvatský hraniční přechod.